# حمید ملانوری شمسی
حمید ملانوری‌شمسی (زاده ۱۳۵۱ انار) سیاستمدار ایرانی و استاندار استان همدان از مهر ۱۴۰۳ است. وی پیش‌تر استاندار خراسان جنوبی بوده‌است.
ملانوری در اسفند ۱۴۰۲ نامزد انتخابات مجلس شورای اسلامی از حوزه شهرستان‌های رفسنجان و انار شد. شورای هماهنگی جبهه اصلاحات از او دعوت کرد تا برای معرفی نامزد نهایی جبهه اصلاحات شرکت کند اما ملانوری اعلام کرد که به رای این جبهه تن نمی‌دهد. شورای هماهنگی جبهه اصلاحات رفسنجان احمد انارکی‌محمدی را به عنوان کاندیدای نهایی خود از حوزه شهرستان‌های رفسنجان و انار معرفی کرد و ملانوری هم حاضر نشد کناره‌گیری کند و در نهایت در انتخابات شکست خورد و انارکی‌محمدی به عنوان نماینده رفسنجان و انار به مجلس راه یافت.